# ТЕС Гішома
2°37′5.3″ пд. ш. 28°56′8.6″ сх. д. / 2.618139° пд. ш. 28.935722° сх. д.
ТЕС Гішома — теплова електростанція на південному заході Руанди, неподалік від кордону з Демократичною Республікою Конго. Перша розрахована на використання торфу електростанція на африканському континенті.
На початку 2010-х років виникла необхідність створення джерела електроенергії для запланованого розширення цементного заводу у Cimerwa. З урахуванням наявності в країні великих запасів торфу, які оцінюються у 155 млн тонн, вирішили обрати його як паливо для ТЕС Гішома потужністю 15 МВт. Її спорудження почалось у 2010 році та завершилось введенням в експлуатацію у 2017-му. Вартість проекту становила 39 млн доларів США.
Можливо відзначити, що ще в процесі будівництва з'явились дані відносно переоціненості торф'яного поля, на використання якого протягом 25 років розраховувалась ТЕС. Можливим варіантом розвитку подій є перебазування станції через 4-5 років після початку роботи, якщо транспортування торфу з більш віддалених полів буде економічно невигідним.
Можливо також відзначити, що у другій половині 2010-х у Руанді заплановано введення значно потужнішої торф'яної станції Гісагара (80 МВт).